# Anastasio de los Reyes
Anastasio de los Reyes López-Dávila (Montalbán, provincia de Toledo, 5 de diciembre de 1882-Madrid, 14 de abril de 1936) fue alférez de la Guardia Civil española.

## Biografía
Hijo de Francisco de los Reyes y de Hilaria López, Anastasio de los Reyes ingresó en la Guardia Civil en 1901. Ascendió a cabo por oposición en 1910 y pasó por los distintos puestos del escalafón hasta el grado de alférez, que logró en enero de 1936, unos meses antes de su muerte. Precisamente su graduación de alférez, que suele ser la de los jóvenes cadetes de las academias militares, provocaron dudas sobre su edad. Anastasio de los Reyes tenía ya 53 años y su graduación era fruto de la supresión por parte de las autoridades republicanas del grado de subteniente, que ostentaba hasta entonces, pasando a la superior inmediata, alférez.

## Asesinato y entierro
El 14 de abril de 1936, quinto aniversario de la Segunda República Española, unos pistoleros de izquierdas hicieron fuego contra él en la Gran Vía de Madrid, mientras presenciaba el desfile militar conmemorativo de la festividad.
Durante el desfile, al paso de las unidades de la guardia civil, se produjeron abucheos por parte de algunos miembros de las Juventudes Socialistas Unificadas, organización juvenil recién creada, agrupando juventudes socialistas y comunistas. Como las juventudes de otros partidos, de izquierda y derecha, estas organizaciones tenían un carácter paramilitar, iban uniformadas y recibían formación militar. El alférez y otros compañeros, que asistían de paisano al desfile, se enfrentaron a los jóvenes gritando repetidamente "España, España", según relato el diario "El Socialista". Se produjo un tiroteo, resultando alcanzado el alférez, herido mortalmente en el hígado, dos de sus compañeros y otros asistentes al acto, entre ellos varias mujeres y un niño. A pesar de ser trasladado urgentemente a un centro sanitario en una de las propias ambulancias del cuerpo de Sanidad Militar que participaban en el desfile la herida era mortal de necesidad y el alférez de los Reyes ingresó cadáver. Revisando su documentación se conoció su carácter de miembro de la guardia civil.
La noticia del asesinato de un guardia civil en pleno centro de Madrid constituyó un grave motivo de preocupación para las autoridades republicanas, pues se preveían posibles protestas durante su entierro, dada la enorme tensión política existente. Ante tal previsión se optó por silenciar en lo posible el hecho con acciones tan curiosas como la censura de la esquela que se publicó al día siguiente en el diario ABC. En ella se censuró tanto la condición de guardia civil del asesinado como la hora de su entierro. También se denegó la entrega del cuerpo del fallecido a su hijo mayor, David de los Reyes, disponiéndose por parte de las autoridades el traslado del cadáver del cuerpo desde el Depósito Judicial de la calle de Santa Isabel, donde fue trasladado el cadáver, hasta el cementerio de la Almudena durante la noche y sin ceremonias.
Ante la negativa de la entrega, David de los Reyes acudió al Parque de Automóviles de la Guardia Civil, donde su padre prestaba servicio y comunicó el hecho al teniente coronel Florentino González Vallés, jefe del mismo. Vallés, con otros miembros de la benemérita se trasladaron de uniforme al depósito y, solicitada la presencia de un coche fúnebre, lograron que el cadáver del alférez fuera entregado a su hijo por los funcionarios, no sin protestas. El hecho fue comunicado inmediatamente al jefe de la Guardia Civil, el general Sebastián Pozas, director general de la misma, que acudió rápidamente al depósito. En el propio paseo de la Castellana general y compañeros del difunto se cruzaron en sus vehículos, negándose estos últimos a devolver el cadáver a pesar de los requerimientos de su superior, que responsabiliza a Vallés de cualquier incidente futuro. El cuerpo del alférez de los Reyes fue trasladado al cuartel de la guardia civil de Bellas Artes (llamado de Hipódromo), hoy sede del Museo Nacional de Ciencias Naturales. donde se instaló la capilla ardiente.
La censura de la esquela del ABC tuvo un efecto contrario al deseado, pues al ignorar muchos de los asistentes la hora del entierro, el cuartel de Bellas Artes era un hervidero de gente desde primeras horas de la mañana del 16 de abril. Entre la representación oficial destacaba la del director general de Seguridad, José Alonso Mallol y el propio general Pozas. Entre los políticos asistentes los señores Gil Robles y Calvo Sotelo, jefes de los dos principales partidos de la derecha parlamentaria, entre otros, junto con numerosos jefes y oficiales de la guardia civil y del ejército, que dan cuenta de la trascendencia que se daba al entierro. La tensión es evidente desde el principio y un individuo es detenido al mostrar una actitud amenazante ante el señor Mallol, descubriéndosele que portaba un arma.
Finalmente la comitiva fúnebre inició el traslado del difunto a las 3 de la tarde, desobedeciendo la pretensión gubernamental de que se celebrara por la mañana, recorriendo a pie el Paseo de la Castellana. Varios cientos de personas acompañaban el cortejo.
Durante el entierro se produjeron violentos enfrentamientos. La comitiva fúnebre fue atacada con pistolas y pistolas ametralladoras en diversas ocasiones por las calles de la ciudad, provocando diversos tumultos y tiroteos, destacando el ataque desde un edificio en obras en la esquina de la calle Miguel Ángel, que fue asaltado por miembros de la Guardia de Asalto, que acompañaba el cortejo, sin logar detener a los agresores. Este ataque produjo diversos heridos de gravedad, entre ellos José Rangel, que falleció días después. También se produjeron disparos desde las verjas de la embajada de Brasil, entre otros lugares. Los asistentes tienen que tirarse en diversas ocasiones cuerpo a tierra o parapetarse detrás de los árboles del paseo. Se practicaron varias detenciones. Incluso peleas con simpatizantes de izquierda que saludan el paso del cortejo puño en alto.
La comitiva, muy exaltada por los hechos, decide continuar el recorrido Castellana abajo hacia la plaza de la Cibeles, obviando el desvío hacia el cementerio de la Almudena. Ante el cariz de los acontecimientos el señor Mallol ordenó avisar al cuartel de la Guardia de Asalto de Pontejos, para que saliera la fuerza acuartelada. Los participantes más exaltados piden a gritos ir con el difunto hasta las puertas del Congreso, donde se celebraba sesión parlamentaria en aquellos momentos. La intervención de la familia del fallecido abortó esta idea.
Finalmente la comitiva, ya manifestación, fue disuelta expeditivamente en la plaza Manuel Becerra mediante la intervención de varias camionetas de la Guardia de Asalto llegada del cuartel de Pontejos, bajo las órdenes del teniente José del Castillo, que no dudó en ordenar el uso de las armas. En aquellos momentos ya el furgón con los restos del alférez había partido en dirección al cementerio por orden del hijo del mismo, que no quiso prolongar el sepelio. También habían marchado ya al Congreso los señores Calvo Sotelo y Gil Robles, que dieron cuenta de los incidentes. 
Durante los incidentes fueron asesinadas seis personas de la comitiva y se contaron treinta y dos heridos de gravedad. Al menos tres de las víctimas mortales se produjeron en este encuentro con la Guardia de Asalto en Manuel Becerra. Entre los fallecidos allí el joven Andrés Sáenz de Heredia, de 24 años, primo del fundador de la Falange, José Antonio Primo de Rivera. Otro herido grave en esta intervención, y al que se dio por fallecido durante un tiempo, fue el joven carlista José Llaguno Acha. José del Castillo era un conocido oficial izquierdista, miembro de la milicia socialista conocida como "La Motorizada" e instructor de la Juventudes Marxistas. Se le calificaba como "exaltado" y su presencia al frente de las fuerzas de asalto fue claramente señalada por medios falangistas y tradicionalistas. Incluso se le identificó como el autor material de los disparos que produjeron varias de las muertes en este enfrentamiento. Ello provocó su posterior asesinato por miembros de alguna de estas facciones, falangistas o tradicionalistas, pues nunca se pudieron identificar, la noche del 12 de julio. Su muerte y la reacción, con el asesinato del líder de Renovación Española y diputado nacional José Calvo Sotelo al día siguiente por compañeros y amigos de Del Castillo, fueron dos de los detonantes del inicio de la Guerra Civil Española.